# Stadshusparken, Sundsvall
Stadshusparken är en park vid Sundsvalls stadshus i Sundsvall. Parken ramas in av träd och genomskärs av diagonala gångvägar. I parkens norra del finns fontänen Dialog, ett konstverk av skulptören Christian Partos.
Parken är 2550 m² stor.

## Historia
Området utgjorde fram till 1933 bostadskvarteret Hedern. Kvarterets byggnader revs och sommaren 1934 stod Hedernparken klar. Parken blev snabbt populär då den hade en plaskdamm där barn kunde plaska omkring.
1996 upprustades parken. Den gamla plaskdammen hade gjort sitt, men en ny fontän med skulpturen Dialog av Christian Partos placeras i parken nära stadshuset. Parkens namn ändrades i samband med omdaningen namn till sitt nuvarande, Stadshusparken.